# Endless Love (Lionel Richie & Diana Ross)
"Endless Love" is een nummer geschreven door Lionel Richie en uitgebracht als duet met Diana Ross.
Volgens het tijdschrift Billboard is dit duet het beste duet aller tijden.
Ross en Richie namen het nummer op voor platenlabel Motown en het werd gebruikt als thema voor Franco Zeffirelli's verfilming van Scott Spencers roman Endless Love. Het werd nummer werd in 1981 uitgebracht als single van de soundtrack van de film. Hoewel de film Endless Love een bescheiden kassucces was, werd het nummer de op een na best verkochte single van het jaar in de Verenigde Staten (alleen "Bette Davis Eyes" van Kim Carnes verkocht beter). De single stond negen weken op nummer 1 in de Billboard Hot 100. Het was ook een nummer 1-hit in Australië, Canada en Zuid-Afrika. In Europa werd het ook een hit en bereikte het de top 10 in onder meer België, Nederland en het Verenigd Koninkrijk.
Het nummer werd de bestverkochte single van zowel Richie's als Ross' carrière. Het nummer werd genomineerd voor een Oscar voor beste originele nummer en het won in 1982 een American Music Award voor favoriete pop/rock-single. Ross nam een soloversie van het nummer op voor haar album Why Do Fools Fall in Love. Op de heruitgave van het album Lionel Richie staat een soloversie door Richie.

## NPO Radio 2 Top 2000
| Nummer met noteringen in de NPO Radio 2 Top 2000 | '99  | '00-'03 | '04  |
| ------------------------------------------------ | ---- | ------- | ---- |
| Endless Love                                     | 1027 | -       | 1912 |

1. ↑  Een '-' betekent dat het nummer niet was genoteerd en een vetgedrukt getal geeft de hoogste notering aan.
2. ↑  Deze tabel is bijgewerkt tot en met de laatste editie (2024).

## Coverversies
In 1994 namen Luther Vandross en Mariah Carey een cover van het nummer op voor Vandross' album Songs. Dit leverde het duo een nominatie bij de Grammy Awards van 1995 op. Ook deze versie werd een wereldwijde hit. In de Nederlandse Top 40 werd de vierde plek gehaald, in de Vlaamse Ultratop 50 de tweede plek.
In 2011 nam Lionel Richie het nummer opnieuw op, nu als duet met de Amerikaanse countryzangers Shania Twain. Dit nummer, opgenomen op Twains album Tuskegee, haalde het jaar erna de eerste plaats in de Hot Singles Sales-hitlijst.